# Институт органической химии имени Н. Д. Зелинского РАН
Институт органической химии им. Н. Д. Зелинского РАН (ИОХ РАН) — один из ведущих научно-исследовательских институтов РАН в области химии. Расположен в Москве.

## История
Институт был основан 23 февраля 1934 году в Москве на базе Лаборатории высоких давлений и Лаборатории органического синтеза. Среди основателей были академики А. Е. Фаворский,  Н. Д. Зелинский, В. Н. Ипатьев, А. Е. Чичибабин, а позднее Н. Я. Демьянов, М. А. Ильинский и другие. В 1953 году институту было присвоено имя академика Н. Д. Зелинского, который и возглавлял один из отделов с 1936 по 1953 год. Мировая известность Института связана с именами многих крупных ученых, работавших в нем. Среди них академики А.Е. Фаворский, Н.Д. Зелинский, А.А. Баландин, Б.А. Казанский, А.Н. Несмеянов, И.Н. Назаров, И.Л. Кнунянц, А.Е. Порай-Кошиц, В.В. Коршак, Л.Ф. Верещагин, М.М. Шемякин, М.И. Кабачник, Х.М. Миначев. 
В годы Великой Отечественной войны были разработаны карбинольный клей (клей Назарова) для ремонта боевой техники в полевых условиях. 
Разработаны методы синтеза и нарабатывались партии лекарственных средств, в том числе препарат винилин (бальзам Шостаковского).
В 1954 г. из Института органической химии им. Н.Д. Зелинского выделяются Институт элементоорганических соединений, Институт физики высоких давлений, а в 1959 г. - Институт химии природных соединений (ныне Институт биоорганической химии). В то же время традиционные направления исследований Института органической химии расширялись и развивались. При поддержке ученых Института органической химии было создано несколько других исследовательских центров. Среди них Иркутский институт органической химии, Институт биоорганической химии Беларуси, Институт органической химии Таджикистана и Институт органической химии Туркменистана.
Институт расположен по адресу: Ленинский проспект, 47. Здание было построено в 1954 году по проекту архитектора Алексея Щусева.

## Руководство
С момента основания института сменилось 7 его директоров:
1. Алексей Евграфович Фаворский (1934—1939)
2. Александр Николаевич Несмеянов (1939—1954)
3. Борис Александрович Казанский (1954—1966)
4. Николай Константинович Кочетков (1966—1988)
5. Владимир Александрович Тартаковский (1988—2002)
6. Михаил Петрович Егоров (2003—2023)
7. Александр Олегович Терентьев (с 2023)

## Основные направления исследований
1. Физическая и синтетическая органическая химия
2. Органическая химия природных соединений
3. Каталитический органический синтез и физико-химические основы катализа
4. Компьютерная химия и современные информационные технологии